# Суперкубок Брунею з футболу 2017
Суперкубок Брунею з футболу 2017  — 9-й розіграш турніру. Матч відбувся 19 квітня 2017 року між чемпіоном і володарем Кубка Брунею клубом МС АБДБ та віце-чемпіоном Брунею клубом Індера.
| Володар Суперкубка Брунею 2017 |
| ------------------------------ |
|                                |
| МС АБДБ Третій титул           |

## Матч

### Деталі
| 19 квітня 2017 15:00 (EEST) |

| МС АБДБ                | 2:1 | Індера                |
| ---------------------- | --- | --------------------- |
| Разімі Рамллі 62', 87' |     | Асрі Аспар 18' (пен.) |

| Хассанал Болкіах, Бандар-Сері-Бегаван |